# 岸明日香 (女優)
岸 明日香（きし あすか、1994年9月28日 - ）は、日本の女優。静岡県出身。
ヨコザワ・プロダクションならびに劇団四重奏所属。
同プロダクションで結成されたオカルトセブン7★では、サブリーダーを務める。特技は、阿波踊り。

## 出演

### テレビ
- NHK ドラマ10「これは経費で落ちません!」会社員役
- 日本テレビ「ご参考までに。3」
- テレビ東京「真夏の絶恐映像 日本で一番コワい夜」
- TBS「口を揃えた怖い話」

### 映画
- 「美唄物語6～続・怒りの人民裁判～」横澤丈二監督　野呂久子役
- 「美唄物語8～我路 その愛～」横澤丈二監督　開拓団員役
- 「三茶のポルターガイスト」後藤剛監督　劇団員役
- 「新・三茶のポルターガイスト」豊島圭介監督　オカルトセブン7★

### ラジオドラマ
- レインボータウンエフエム放送「ラジオドラマ甲子園」
  - 『眉山の風よ!阿波の踊りに吹け!』本間麗香役（レギュラー）
  - 『エクソシスト事務所』No.4飯田役（レギュラー）

### イベント
- 東京江東ロータリークラブ主催
  - 「第２回社会福祉フェスティバル」阿波踊りユニット『月夜連』連員
- 自由が丘スイーツフェスティバル「奇々怪々聞きたいかい？」オカルトセブン7★
- 阿佐ヶ谷LOFT「『新・三茶のポルタ―ガイスト』&書籍『死後の世界』出版・公開記念！」オカルトセブン7★

### YouTube
- OLD ROOTS・もてぃすコラボ企画「まぁ、いずれ」女役
- オカルトセブン７★
- 角由紀子のヤバイ帝国